# سونيا بوماد
سونيا بوماد صحفية وكاتبة لبنانية، وذلك إلى جانب عملها كمدرسة بيانو في النمسا، وهي أيضًا ناشطة في مجال حقوق الإنسان تسعى سونيا بوماد من خلال أنشطتها في مجال حقوق الإنسان إلى خلق مجتمعات أفضل وعالم أجمل. بالإضاقة إلى انها أيضًا مؤسِسة لمنظمة شرق غرب لدمج الحاضارات بالنمسا.
هي تُصنف «كاتبة مهجر» أي انها عاشت حضارتين، الحضارة التي ترعرعت بها والحضارة التي استضافته.

## كتاباتها
أشهر كتابات سونيا بوماد هم التفاحة الأخيرة، وكايا، والرصاصة الصديقة، وأنا الآخر.

### التفاحة الأخيرة
تعيش فيها الكاتبة حربا أهلية تشتعل في مكان ما، وتصاحب التفاصيل الدقيقة لتلك الأحداث: كيف بدأت وإلام اّلت، عبر شخصيتين محددتين: جلاد وضحية.
لا يكتفى السرد بذلك وحسب، لكنه يغوص عميقا في أدق تفاصيل كل من الشخصيتين عبر سرد متبادل لاهث لكنه دقيق، بين الداخل والخارج، بين الذات التي تقسو وتجلد وتنتهك، والذات الأخرى التي تتفتح للحياة والوعى والمعرفة وهي ترزح تحت نير الاختطاف والاغتصاب والسجن المقبض.
رغم كل ما عرفه العالم عن مأساة البوسنة في تسعينيات القرن الماضى، فإن ما تقدمه الكاتبة هنا من دراما مروعة يظل جديدا وكاشفا ومتصلا إلى أبعد مدى بمشكلات العالم في اللحظة الراهنة، إنها تفاحة أخيرة بالفعل، إما أن نلتقطها ونتمسك بها، أو يصيبها ويصيبنا معها العطب والضياع.
«التفاحة الأخيرة» تقع في 382 صفحة موزعة على 88 جزء من الكتاب، وورد على صفحة الغلاف «أظن أنى قد آمنت شرب الخمر كما إيفان، والسجائر التي كانت رائحتها تقتلنى بدأت أنفق ما أملك كى أشتريها، لقد أغرقتنى تفاحة حواء بين الدين والخطيئة، وتفاحة نيوتن بين الفلسفة والعلم، بين الخطيئة وترويض النفس وقمعها، ها أنا أختبر تفاحتى الثالثة لتختصر كل ما كان، وبعد كل هذا الكبت والتزمت وتهميش الجسد وإنكاره في دائرة الثالوث المقدس، أنجرف إلى آخر أيقونة كان محرما على أن أفكر فيها الجسد، الجسد الذي هو مسرح العقل، الروح والنفس».

### كايا
هي فانتازيا وواقع، تؤرخ الفترة الممتدة بين بداية الأرض إلى يومنا هذا.
تدور أحداث الرواية بين الماضي والحاضر لتنقل لنا صور عن تقدم البشرية، وسلطة الأديان، وبشاعة الحروب، وفقدان قيم الحب والمحبة ضمن تسلسل مثير وممتع تعيشه بطلة القصة متنقلة في الأزمنة، عاشقة أحيانا وثائرة أحيانا أخرى، باحثة عن المعرفة عن ذاتها، عن الله في قلب التاريخ وقلوب من حولها.
عند حضرة «كايا» تلتاع الذكرى فيأتي الحنين مُهرولاً في ثوب أنيق من الشحوب، ليدخل من باب الوجع دون استئذان، ليجد الشوق والخيبة حاضرين في أهبة الاستعداد، يصب كل واحد منهما للآخر كأساً من أنين! وعند سماع الدموع تنهمر يمد نادل الصبر بذوقٍ بالغ يده بشراشف بيضاء كى يكفكف الحاضرون دموعهم في صمت.

### الرصاصة الصديقة
رحلة مليئة بالمفاجآت محملة بالتجارب بين الحرب والإعاقة ونوتات الموسيقى، بين عزف البيانو وصوت البكاء.
رحلة كانت بدايتها في مخيمات اللجوء في النمسا في فيينا عاصمة الجمال والموسيقى التي حضنت تلك العائلة في مخيماتها إلي أن طابت جراحها. تروي لنا الكاتبة كيف صنع منها الآلم والقدر روائية بعد أن انتزع منها مهنتها كمدرسة بيانو إلى أن جعلها تواجه قدرها كل يوم في عملها كمساعدة اجتماعية في مخيمات اللجوء تتقدم العون لكل محتاج بعد أن كانت هي وأولادها من يتلقون المساعدة والعون في تلك المخيمات. تروي الكاتبة أزماتها بتجرد وقصص محاولات انتحارها الفاشلة صراع العائلة مع الموت والإعاقة، تأخذك عبر حياتها وتفاصيلها وتعيدك من حيث بدأت دون أن تلاحظ الزمان ولا المكان.